# Elecciones parlamentarias de Venezuela de 2015
Las elecciones parlamentarias de Venezuela de 2015 se celebraron el 6 de diciembre de 2015 para renovar todos los escaños de la Asamblea Nacional, mediante votación universal, directa, personalizada y secreta con representación proporcional. Los diputados electos durarán cinco años en el ejercicio de sus funciones, por el período constitucional comprendido entre el 5 de enero de 2016 y el 5 de enero de 2021.
Fueron las decimosextas elecciones parlamentarias desde 1947 y los cuartos comicios legislativos nacionales desde la Constitución de 1999, que estableció la creación del actual órgano legislativo. A diferencia de procesos anteriores, en esta ocasión no se eligieron los escaños venezolanos del Parlamento Latinoamericano porque el Consejo Nacional Electoral (CNE) aprobó eliminar esas elecciones por solicitud del Parlamento. Fueron también las primeras elecciones parlamentarias que se celebraban después de la muerte de Hugo Chávez.
Las elecciones resultaron en la victoria de la Mesa de la Unidad Democrática (MUD), principal movimiento de oposición al gobierno del presidente Nicolás Maduro, con 112 de los 167 diputados de la Asamblea Nacional (56,2% de los votos), y la primera victoria electoral de peso para la oposición en 17 años.

## Antecedentes

### Elecciones parlamentarias de Venezuela de 2010

Resultados de las elecciones parlamentarias de 2010.
Gran Polo Patriótico
Mesa de la Unidad Democrática
Patria Para Todos

La participación en 2010 fue de 66,45%, casi el triple que en la última elección legislativa. La coalición gobernante PSUV-PCV-CONIVE obtuvo la mayoría simple, 98 de los 165 escaños (73 nominales en 54 circunscripciones electorales y 25 por voto lista), aunque perdió la mayoría calificada de dos tercios, que mantenía desde 2005. Por su parte, la oposición, agrupada bajo la coalición Mesa de la Unidad Democrática (MUD), obtuvo 33 diputados menos que el chavismo (39 nominales en 32 circunscripciones electorales y 26 por voto lista), aunque la diferencia en votos entre ambas fuerzas fue inferior al 1%.
El bloque independiente Patria Para Todos obtuvo dos diputados (1 nominal en 1 circunscripción electoral y 1 por voto lista), punto importante ya que ese partido podía apoyar o evitar la aprobación de leyes habilitantes que requieran de las tres quintas partes de la Asamblea Nacional, es decir, la mayoría absoluta de 99 diputados. En 2012 este partido se unió a la MUD, pero debido a una sentencia del TSJ la dirección del partido quedó a cargo de Rafael Uzcátegui quien decidió apoyar a Hugo Chávez en la elección presidencial de 2012. Sin embargo los dos diputados obtenidos se unieron a las filas de la oposición, añadiendo así a la MUD un total de 67 diputados. Los nuevos diputados asumieron sus cargos el 5 de enero de 2011, y permanecerán en ellos hasta el 5 de enero de 2016.

### Elección de la fecha
El 22 de junio de 2015, la presidenta del CNE, Tibisay Lucena, anunció la fecha de los comicios en cumplimiento del artículo 42 de la Ley Orgánica de Procesos Electorales (LOPRE), fijándose para el 6 de diciembre de 2015. De acuerdo al cronograma de actividades aprobado por el CNE para las Elecciones a la Asamblea Nacional 2015, las inscripciones de candidatos se realizarán del 3 al 7 de agosto, el padrón electoral será el que se obtenga al cierre del registro el 8 de julio de 2015 y la campaña comenzará el 13 de noviembre para culminar el 3 de diciembre a la medianoche.
El tema de la fecha fue motivo de protesta por parte de varios sectores opositores. La Mesa de la Unidad Democrática (MUD) exigió en una marcha celebrada en varias ciudades del país, que el CNE diera una fecha. El líder opositor Leopoldo López, encarcelado desde 2014, realizó una huelga de hambre con el objetivo de presionar a las autoridades electorales. Por su parte, el presidente del PSUV, Nicolás Maduro, expresó que «sectores extremistas están tratando de presionar al CNE para que anuncie la fecha de las parlamentarias» y subrayó que «le corresponde al Poder Electoral decidir, como indica la Constitución, cuándo es la fecha, sin presiones de ningún tipo».
La presidenta del CNE, Tibisay Lucena, rechazó «la campaña contra la institución por parte de algunos grupos políticos que pretenden imponer su voluntad» y manifestó que algunos voceros políticos y organizaciones cuyos intereses no son de orden electoral «han desarrollado toda una campaña para el desprestigio de la institución y la generación de tensión política en el país, alrededor de especulaciones, manipulaciones y mentiras». A su vez afirmó que el organismo electoral «ha trabajado intensamente y desde un primer momento ha anunciado que 2015 es un año electoral y que todas las actividades realizadas se han informado en forma oportuna y eficiente».
Es de destacar que la Ley Orgánica de Procesos Electorales no establece la fecha de la elección, son las autoridades del CNE quienes determinan cuándo se llevará a cabo el proceso electoral. En los dos más recientes procesos de elecciones para la Asamblea Nacional (2010 y 2015), el Consejo Nacional Electoral anunció la fecha de celebración de los comicios con una antelación mayor a cinco meses.

## Diputados para el período 2016-2021

### Número de diputados por entidad federal
El 6 de diciembre de 2015 se eligieron 167 diputados a la Asamblea Nacional de la República Bolivariana de Venezuela (164 diputados por las entidades federales y 3 por la representación indígena), con sus respectivos suplentes, distribuidos territorialmente según se muestra en la tabla.

| Entidad          | Número de diputados | Número de diputados | Número de diputados |
| Entidad          | Lista               | Nominales           | Total               |
| ---------------- | ------------------- | ------------------- | ------------------- |
| Distrito Capital | 2                   | 7                   | 9                   |
| Amazonas         | 2                   | 1                   | 3                   |
| Anzoátegui       | 2                   | 6                   | 8                   |
| Apure            | 2                   | 3                   | 5                   |
| Aragua           | 2                   | 7                   | 9                   |
| Barinas          | 2                   | 4                   | 6                   |
| Bolívar          | 2                   | 6                   | 8                   |
| Carabobo         | 3                   | 7                   | 10                  |
| Cojedes          | 2                   | 2                   | 4                   |
| Delta Amacuro    | 2                   | 2                   | 4                   |
| Falcón           | 2                   | 4                   | 6                   |
| Guárico          | 2                   | 4                   | 6                   |
| Lara             | 2                   | 7                   | 9                   |
| Mérida           | 2                   | 4                   | 6                   |
| Miranda          | 3                   | 9                   | 12                  |
| Monagas          | 2                   | 4                   | 6                   |
| Nueva Esparta    | 2                   | 3                   | 5                   |
| Portuguesa       | 2                   | 4                   | 6                   |
| Sucre            | 2                   | 4                   | 6                   |
| Táchira          | 2                   | 5                   | 7                   |
| Trujillo         | 2                   | 3                   | 5                   |
| Vargas           | 2                   | 4                   | 6                   |
| Yaracuy          | 2                   | 2                   | 4                   |
| Zulia            | 3                   | 12                  | 15                  |
| Venezuela        | 51                  | 113                 | 164                 |

### Elecciones primarias del PSUV
Según lo anunciado por el presidente de la República y de igual manera presidente del Partido Socialista Unido de Venezuela (PSUV), Nicolás Maduro, el PSUV llevó a cabo la celebración de unas elecciones primarias con derecho al voto para todos los venezolanos inscritos en el registro electoral, para elegir los candidatos a diputados por esta organización, las cuales se celebraron el 28 de junio de 2015 con apoyo técnico y logístico del CNE, y una normativa la cual indica que de manera igualitaria los postulados a dichas elecciones debían incluir a mujeres y jóvenes menores a 30 años. Se presentaron en total 1162 postulados por las bases de la militancia del PSUV en todo el país, para elegir 98 candidatos nominales en las 87 circunscripciones electorales establecidas por el CNE. La campaña electoral inició el 26 de mayo y culminó el 26 de junio.
Los resultados de las primarias fueron anunciados el 29 de junio por el primer vicepresidente del PSUV, Diosdado Cabello, resumidos en los siguientes datos:
| Partido | Partido                               | Partido | Votos     | %              | Candidatos | Nominados |
| ------- | ------------------------------------- | ------- | --------- | -------------- | ---------- | --------- |
|         | Partido Socialista Unido de Venezuela | PSUV    | 3.162.400 | \| \| 100 % \| | 1162       | 98        |
|         | 100 %                                 |         |           |                |            |           |

De acuerdo a la normativa electoral interna del PSUV, su Dirección Política Nacional designará a los 69 candidatos principales restantes (15 nominales y 51 por lista), así como los 167 candidatos suplentes, «considerando la cantidad de votos obtenidos —por los aspirantes en las primarias—, la paridad de candidatos y candidatas menores y mayores de 30 años, la paridad de género y las alianzas con el Gran Polo Patriótico Simón Bolívar (GPPSB)».

## Cronograma electoral
El cronograma de actividades de las elecciones de diputados a la Asamblea Nacional fue aprobado el 22 de junio de 2015 por los rectores del Consejo Nacional Electoral, en el marco del acto de convocatoria del proceso electoral. A continuación, las actividades más relevantes del cronograma:
| Actividades                                                                                      | Fechas                           |
| ------------------------------------------------------------------------------------------------ | -------------------------------- |
| Convocatoria a elecciones de la Asamblea Nacional                                                | 22 de junio                      |
| Corte del registro electoral preliminar                                                          | 8 de julio                       |
| Aprobación de circunscripciones electorales                                                      | 16 de julio                      |
| Publicación del registro electoral preliminar                                                    | 24 de julio                      |
| Auditoría del registro electoral                                                                 | 30 de julio                      |
| Presentación de postulaciones de candidatos                                                      | 3 al 7 de agosto                 |
| Publicación del registro electoral definitivo                                                    | 5 de septiembre                  |
| Simulacro nacional de votación                                                                   | 18 de octubre                    |
| Campaña electoral                                                                                | 13 de noviembre — 3 de diciembre |
| Instalación de mesas electorales                                                                 | 4 de diciembre                   |
| Elecciones Parlamentarias 2015                                                                   | 6 de diciembre                   |
| Totalización de actas de escrutinio, adjudicación de cargos y proclamación de candidatos electos | 6 y 7 de diciembre               |

### Cronograma del día de elecciones
Las mesas de votación estarán abiertas para recibir votantes desde las 6 de la mañana del domingo 6 de diciembre. Las mesas de votación cerrarán a las 6 de la tarde del mismo día, luego de 12 horas de ejercicio democrático. El horario de cierre se extenderá si en ese momento existen votantes en fila.

## Sistema electoral
Para la elección de diputados a la Asamblea Nacional se aplica un «sistema electoral paralelo», donde simultáneamente se participa en dos elecciones concurrentes: una para cargos nominales por personalización de sufragio - los diputados nominales en cada circunscripción -, y otra para cargos por lista por representación proporcional - los diputados lista que representan a cada estado o entidad federal.
El sistema paralelo pertenece a la familia de los «sistemas electorales mixtos», en el cual los votos expresados por los electores se utilizan para elegir representantes a través de los dos sistemas mencionados — pluralidad/mayoría por circunscripción y representación proporcional por lista por entidad federal — con la salvedad de que no se tienen en cuenta los escaños asignados con un sistema al calcular los resultados en el otro sistema. Por lo tanto, la elección de diputados nominales no incide en la elección proporcional de diputados por lista.
Cada votante tiene la posibilidad de emitir hasta 4 votos en el tarjetón, dependiendo de la circunscripción: 1 a 3 votos por candidatos específicos - es decir, por diputados nominales - y 1 voto por los diputados lista de su preferencia, para todo el estado o entidad federal. Un voto extra se da a todos los electores registrados en circunscripciones donde se elija representación indígena.

### Diputados nominales
Los diputados electos por el sistema mayoritario para cargos nominales son 113 escaños en total, elegidos en 87 circunscripciones electorales, las cuales son un conglomerado de municipios y parroquias que varían en cada entidad federal, en las cuales los diputados son electos por mayoría relativa de votos, y se dividen en uninominales y plurinominales. Las uninominales son aquellas donde los electores tienen derecho a elegir un solo diputado y las plurinominales donde los electores tienen derecho a elegir a más de un diputado, a los cuales se les asigna una cuota que varia entre dos y tres diputados. La elección de los tres diputados por la representación indígena se realiza en circunscripciones especiales uninominales por región, aplicando un sistema de mayoría relativa de votos.

### Diputados por lista
Los comúnmente llamados «diputados lista», elegidos con el sistema de representación proporcional son 51 en total, y se reparten en cada una de las entidades federales una cuota que varía entre dos y tres escaños, y dependiendo del resultado de la circunscripción — la cual es el estado — se asignan de manera proporcional entre las listas postuladas.

## Encuestas
De las 37 encuestas efectuadas de agosto a diciembre de 2015, 35 de ellas, el 95%, dan a la oposición venezolana, representada por la Mesa de la Unidad, como la ganadora de la mayoría de los escaños de la Asamblea Nacional en las elecciones del 6 de diciembre de 2015. Por orden del Consejo Nacional Electoral de Venezuela (CNE) y de acuerdo a la Ley Orgánica de Procesos Electorales (LOPRE) las empresas encuestadoras tienen prohibido publicar encuestas de índole electoral desde 7 días antes de las elecciones hasta el día siguiente de las mismas, razón por la cual la rectora principal de dicho organismo, Tibisay Lucena, ordenó el fin de la difusión de encuestas en una alocución del 29 de noviembre, razón por la cual numerosas encuestadoras presentaron sus proyecciones finales para la contienda ese mismo día.

## Organización electoral

### Administración electoral
La Junta Nacional Electoral (JNE), órgano subordinado del CNE, se encarga de la dirección, supervisión y control de todos los actos relativos al desarrollo del proceso electoral. Los organismos electorales subalternos de la JNE son las juntas electorales a nivel regional, municipal y parroquial, así como las mesas electorales, que con carácter temporal asumen en la jurisdicción correspondiente la ejecución y vigilancia del proceso electoral. La selección de los integrantes de tales organismos se realiza mediante sorteo público, a cargo de la Junta Nacional Electoral.

### Servicio electoral obligatorio
El 19 de marzo de 2015 se realizó el sorteo público de 406 198 ciudadanos que durante un año prestarán el servicio electoral obligatorio en las juntas electorales regionales, metropolitanas, municipales y parroquiales, así como los miembros de las 39 421 mesas electorales. El 10 de septiembre de 2015, debido al incremento de electores inscritos y su incidencia en el número de mesas electorales, se llevó a cabo un sorteo complementario para seleccionar 88 310 ciudadanos que cumplirán funciones en los centros de votación habilitados por el CNE, para un total de 494 508 electores seleccionados que integrarán los organismos electorales subalternos de la JNE.

### Testigos de los partidos políticos
El Consejo Nacional Electoral es competente para acreditar ante los organismos electorales subalternos a los testigos de las organizaciones con fines políticos, grupos de electores, asociaciones de ciudadanos y de los candidatos que se postulen por iniciativa propia, a los fines de presenciar los distintos actos y actuaciones que se ejecuten durante la celebración del proceso electoral.

### Participación militar
En Venezuela, a diferencia de muchos otros países, los militares han tenido una fuerte presencia en la logística de las elecciones. Sus acciones son coordinadas por el ministerio de Defensa en el llamado "Plan República".

## Observación electoral
El Reglamento General de la Ley Orgánica de Procesos Electorales (LOPRE) establece:

"La observación nacional electoral y el acompañamiento internacional electoral tienen como propósito presenciar de manera imparcial e independiente, la transparencia de los procesos electorales."
Artículo 471 del Reglamento General de la LOPRE

### Observación electoral interna
Las actividades de observación electoral nacional en las elecciones parlamentarias solo se podrán realizar a través de organizaciones civiles, domiciliadas en Venezuela, debidamente constituidas de acuerdo con la normativa electoral. Los observadores nacionales serán acreditados por el CNE. El Consejo Nacional Electoral podrá acreditar como observadores nacionales a determinados ciudadanos, que se hayan destacado por su conocimiento, trayectoria o reconocida labor en materia electoral.
Adicionalmente, es ilegal para cualquier funcionario público utilizar recursos del Estado o del patrimonio público para hacer campaña política, conllevando pena de cárcel.

“El funcionario público que, indebidamente, en beneficio particular o para fines contrarios a los previstos en las leyes, reglamentos, resoluciones u órdenes de servicio, utilice o permita que otra persona utilice bienes del patrimonio público o en poder de algún organismo público, o de empresas del Estado cuya administración, tenencia o custodia se le haya confiado, será penado con prisión de seis (6) meses a cuatro (4) años.”
Artículo 54, Ley Contra la Corrupción, 2003

### Observación electoral externa
La normativa electoral venezolana denomina oficialmente a la observación electoral externa como «acompañamiento internacional electoral». El Reglamento General de la Ley Orgánica de Procesos Electorales define que los «acompañantes internacionales electorales» son las instituciones o autoridades electorales de otros Estados, organizaciones u organismos internacionales, debidamente acreditadas por el CNE, sea por invitación del propio órgano o por solicitud realizada por ante el Consejo Nacional Electoral.
Para las elecciones parlamentarias de 2015, el Consejo Nacional Electoral invitó a la Unión de Naciones Suramericanas (UNASUR), para la conformación de una misión electoral que acompañará al CNE en el transcurso de los meses hasta el día de la votación para elegir a los diputados a la Asamblea Nacional. La UNASUR anunció a través de un comunicado, que en respuesta a la invitación del CNE, pondrá en marcha de inmediato una misión de acompañamiento electoral.
En septiembre de 2015, el Consejo Nacional Electoral anunció la ampliación del programa de acompañamiento internacional electoral invitando, aparte de la UNASUR, a las siguientes organizaciones: MERCOSUR, la CELAC, el Consejo de Expertos Electorales Latinoamericanos (CELA), la Alianza Bolivariana para los Pueblos de Nuestra América (ALBA) y el Parlamento Latinoamericano (PARLATINO). También se sumarán al programa autoridades y técnicos de países que han suscrito con el CNE convenios de cooperación como Rusia, India, Filipinas, Mali y Corea del Sur, así como organismos electorales de países miembros de la Comunidad Económica de Estados de África Occidental (CEEAO) y la Unión Africana.
Por su parte, la Mesa de la Unidad Democrática adelantó que invitarán a representantes de la Unión Interparlamentaria Mundial (UIP), de la Internacional Socialista (IS) y de la Internacional Demócrata Cristiana (IDC), al margen del programa de acompañamiento internacional electoral del CNE, y expresaron que la MUD agotó los mecanismos de solicitud de observación internacional para la presencia de misiones técnicas de la ONU, la OEA y la Unión Europea.

#### Observación de la OEA
La Organización de Estados Americanos (OEA), a través de su secretario general Luis Almagro, ofreció los servicios de observación electoral, a cargo de una misión del organismo hemisférico para los comicios parlamentarios del 6 de diciembre de 2015. La Mesa de la Unidad Democrática «saludó con beneplácito» la propuesta de la OEA, y considera que también deben ser invitadas misiones electorales de Naciones Unidas y del Parlamento Europeo. El secretario general de la OEA expresó que «seguirán insistiendo en ser observadores de las elecciones», enfatizando la importancia de esta organización como «garante reconocido» para este proceso, debido a la «desconfianza entre el Gobierno y la oposición» y evitando así «cualquier conflictividad posterior». Estas declaraciones fueron rechazadas por el CNE, el cual las calificó de «injerencistas».
El 10 de noviembre de 2015, el secretario general de la OEA Luis Almagro publicó carta abierta dirigida a Tibisay Lucena, denunciando que el gobierno venezolano no está garantizando la transparencia y la justicia electoral en las elecciones de 6 de diciembre, y urgiendo la corrección de la situación.

#### Observación de la ONU
La ONU, rechazada como observador internacional por el gobierno venezolano, también se pronunció sobre las elecciones del 6 de diciembre, exigiendo garantizar la seguridad de todos los ciudadanos. Criticó los ataques contra la oposición, el asesinato del dirigente de Acción Democrática Luis Manuel Díaz, las detenciones de Antonio Ledezma y Leopoldo López, y la censura a medios de comunicación.

#### Invitados extranjeros
El 1 de diciembre de 2015, Jesús Torrealba confirmó la llegada a Venezuela de numerosos invitados de renombre y peso político internacional, entre ellos Mireya Moscoso, Omar Torrijo, Horacio Serpa, Ernesto Samper y José Luis Rodríguez Zapatero. Otros invitados internacionales que estarán en Venezuela son Andrés Pastrana, Jorge Quiroga, Oswaldo Hurtado, Luis Alberto Lacalle, Miguel Ángel Rodríguez y Laura Chinchilla.

## Campaña
La campaña electoral de las elecciones parlamentarias comenzó oficialmente el viernes 13 de noviembre de 2015 según el cronograma pautado por el CNE, siendo para los dos mayores bloques la cuña radio-televisiva y los mensajes en cadenas por redes sociales los mayores recursos de difusión masiva de su propuesta electoral, según los expertos

### Campaña de la MUD
De acuerdo a los mismos expertos, los partidos políticos de oposición se han enfocado, especialmente dentro de la Mesa de la Unidad, a promover la protesta contra la crisis económica, el auspicio de la alternabilidad y el cambio político y la promoción de su tarjeta única de votación, MUD UNIDAD, ante la presunta presencia de tarjetas similares dentro de otras opciones políticas.
Adicionalmente, la campaña de la oposición habría contado con una menor presencia de pendones de campaña, en los que en apariencia se han visto superados en presencia mediática por el gobierno, debido al aumento de los costos de los mismos, superando las capacidades económicas de la MUD como coalición, razón por la cual la MUD tomó como resolución de campaña centrar el presupuesto electoral en "contacto directo" con los electores y en la distribución electrónica de la propaganda electoral por medio de las redes sociales. En contraposición los observadores encuentran una presencia desmedida de la campaña oficialista en la propaganda callejera.[cita requerida]
De acuerdo a los analistas, la campaña de la MUD en 2015 se diferencia a la realizada en 2010 por la mejor unificación y coordinación del mensaje de campaña de sus partidos y candidatos a nivel nacional, mientras que en el oficialismo las tácticas de campaña casi no se diferencian, con una presencia permanente del presidente Maduro en sustitución del presidente Chavéz.

### Campaña del oficialismo
Por otro lado, la campaña oficial estuvo centrada en la defensa de logros sociales obtenidos por el gobierno, la promoción de la inasistencia de diputados opositores a las sesiones de la asamblea y a comunicar la idea de que votar a la MUD era retroceder al pasado. Algunos expertos, mayoritariamente de medios de comunicación opositores, aseguran que en el oficialismo los mensajes van desde la intimidación mediante los presuntos escenarios de la posible victoria opositora y la lealtad partidista de sus electores tradicionales. En este último punto de la estrategia oficialista los expertos y analistas han encontrado como arma propagandística primaria de parte del GPP la explotación de la imagen del fallecido expresidente Hugo Chávez como símbolo de identidad de su propuesta política y "gancho" para atraer a sus partidarios dentro de sus bloques de candidatos.
La campaña por parte del oficialismo habría sido manejada con ventajismo manifestado en el uso masivo de los recursos del estado como transmisiones comúnmente «cadenas» (transmisión televisada obligatoria, a menudo tomando muchas horas de la programación regular), medios impresos, vallas y murales, y especialmente en la participación abierta y explícita de los candidatos del GPP en actos públicos en donde se les observa entregando beneficios sociales estatales. Las denuncias de ventajismo no han sido escuchadas por las autoridades del CNE, mientras que altos dirigentes del oficialismo como el presidente de la Asamblea Nacional y vicepresidente del PSUV Diosdado Cabello han simplemente dejado de darle importancia a dichos señalamientos a pesar de no negar su veracidad.
Paralelamente el CNE ordenó el retiro en radio y televisión de cuñas electorales difundidas por la universidad privada UCAB en la que se llamaba a la participación en los comicios bajo el argumento de que solo organizaciones electoralmente participantes podían tener participación mediática en la campaña electoral. Entretanto la MUD denunció el 30 de noviembre que la cadena televisiva de noticias Globovisión presuntamente había retirado la transmisión de las cuñas electorales de dicha tolda política bajo supuestas precisiones del gobierno nacional.

### Controversia por táctica de confusión MIN-Unidad

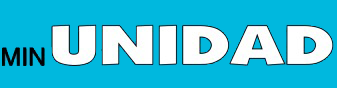
Logotipo de MIN-Unidad.

En un caso particular denunciado por la MUD se encuentra la supuesta táctica esgrimida por el partido MIN-Unidad de utilizar ilegítimamente los símbolos de la tarjeta de la MUD para "confundir" a los votantes afectos a la Mesa de la Unidad, argumento que tras ser denunciado oficialmente ante el CNE conllevó a la sanción de dicho partido por parte de la institución electoral.

### Controversia por inhabilitación de candidatos opositores
El gobierno venezolano inhabilitó políticamente a varios líderes de la oposición que participarían en las elecciones del 6 de diciembre. Entre los inhabilitados se encuentran Manuel Rosales, Pablo Pérez, María Corina Machado, Daniel Ceballos, Enzo Scarano, Carlos Vecchio y Leopoldo López, quien ya tenía una inhabilitación anterior y que fue ratificada hasta 2017. Esto fue denunciado por la OEA como inhabilitaciones que «solamente operan para dirigentes opositores» en «casos prejuzgados» basados en acusaciones no sustanciadas. Todas las habilitaciones, excepto la de López, se dieron en los 6 meses previos a las elecciones.

### Asesinato de Luis Manuel Díaz
El 25 de noviembre fue asesinado el dirigente del partido Acción Democrática Luis Manuel Díaz en un acto electoral en Altagracia de Orituco. La OEA, Unasur y Amnistía Internacional condenaron el hecho y llamaron a que se hiciera una investigación independiente. El presidente Nicolás Maduro dijo que creía que se trataba de un ajuste de cuentas. Según la MUD, el asesinato de Díaz sería el último de una serie de ataques violentos perpetrados por colectivos del gobierno a distintas actividades de campaña opositoras a lo largo del país durante todas las primeras dos semanas de campaña. La canciller Delcy Rodríguez rechazó esta versión, para quien tales incidentes son hechos aislados que no sirven como evidencia de un ambiente de violencia electoral.

### Asesinato de Eleazar Hernández
El 30 de octubre fue asesinado el dirigente del Partido Socialista Unido de Venezuela Eleazar Hernández durante la celebración de las elecciones en la Facultad de Humanidades de la Universidad del Zulia, donde también resultó herido el estudiante Carlos Palma, quien fue acusado junto al Presidente de la FCU, dirigente y candidato de la MUD Yorman Barillas, de darle muerte a Hernández. Sobre Barillas recae una alerta roja en interpol, justificada en la evasión de la justicia venezolana. Para la MUD desde el gobierno "comenzaron con una gran campaña en función de satanizar, de perseguir y condenar al amigo Yorman Barillas" manifestaron en una rueda de prensa en la que señalaron al Gobernador del Zulia Francisco Arias Cárdenas de politizar el asesinato. Mientras que desde el gobierno los hechos fueron repudiados y fue publicado un video en el que Barillas amenaza a un grupo de estudiantes con enfrentarlos y darles una muerte si es lo que, según él, quieren.

## Lista de candidatos a las elecciones
El proceso de postulación de candidatos se realizó del 3 al 7 de agosto de 2015, con un total de 1.799 candidatos inscritos, de los cuales 671 son mujeres (37,3 %) y 1.128 son hombres (62,7 %), luego de la aplicación parcial del «Reglamento especial para garantizar los derechos de participación política de forma paritaria en las elecciones de diputadas y diputados a la Asamblea Nacional 2015». Por incumplimiento del reglamento de paridad y alternabilidad de género, 283 postulaciones quedaron como «no presentadas» para las elecciones.
Para este proceso electoral un total de 94 organizaciones postularon candidatos: 65 partidos políticos —nacionales y regionales— y 29 organizaciones indígenas. El 74 % de las organizaciones postulantes cumplieron dicho reglamento y 26 % no lo cumplió.
De la lista de candidatos postulados, se elegirían 167 diputados (164 diputados por las entidades federales y 3 por la representación indígena) en representación de los venezolanos.

## Elecciones y resultados

Distribución de escaños:
Diputados indígenas: 3 Gran Polo Patriótico:
Partido Comunista de Venezuela: 2
Vanguardia Bicentenaria Republicana: 1
Partido Socialista Unido de Venezuela: 52 Mesa de la Unidad Democrática:
La Causa Radical: 4
Avanzada Progresista: 2
Gente Emergente: 1
Alianza Bravo Pueblo: 1
Movimiento Progresista de Venezuela: 4
Cuentas Claras: 2
Vente Venezuela: 1
Primero Justicia: 33
Independientes: 2
Voluntad Popular: 14
Un Nuevo Tiempo: 18
Acción Democrática: 25
Proyecto Venezuela: 2

### Día de elecciones: 6 de diciembre
El CNE decretó inesperadamente, el mismo 6 de diciembre, la ampliación del horario de votación de las mesas hasta las 7 de la noche o hasta que hubiese electores en cola según estos sobre la base de lo establecido en el artículo 308 de la ley de Procesos Electorales, pero en contravía de las leyes y el proceso electoral establecido por el mismo CNE, lo cual fue denunciado por medios de comunicación independientes y líderes de la MUD.
El Ministro de Defensa, Vladimir Padrino López, hizo declaraciones televisadas junto a la cúpula militar venezolana, en las cuales garantizaba el apoyo y la protección de las fuerzas militares al resultado de las elecciones parlamentarias, expresado en el voto popular en las urnas. El mismo negó que sus declaraciones constituyeran algún tipo de presión contra el Presidente Nicolás Maduro, y declaró que esos rumores eran falsos y un irrespeto.

### Resultados
El primer boletín de resultados se entregó a las 12:30 a. m. del 7 de diciembre por la presidenta del CNE Tibisay Lucena, más de 6 horas luego del cierre de las elecciones. Faltando 22 escaños por definir, se entregaron los siguientes resultados parciales, Mesa de la Unidad Democrática: 99 diputados y Partido Socialista Unido de Venezuela: 46 diputados. Una vez hecha oficial la entrega del primer boletín, el presidente Maduro se pronunció afirmando que las elecciones se dieron con normalidad, y reconociendo la victoria de la oposición, afirmando que "ha triunfado la guerra económica" y que "reconocía los resultados adversos", declarando que esto sería una victoria para la constitución y la democracia. Maduro se había comprometido a reconocer los resultados días antes en un compromiso que firmó públicamente el 26 de octubre de 2015. El segundo boletín, entregado en la noche del 7 de diciembre, aumentó a 107 los diputados obtenidos por la MUD y 55 por el PSUV, faltando aún dos escaños por asignar.
Finalmente, el 8 de diciembre, más de dos días luego del cierre de las elecciones y con el total de las actas y adjudicaciones, la MUD se le otorga 109 diputados y 55 para el GPP (PSUV + aliados), además de los 3 diputados indígenas cuyos partidos no estaban aliados ni a la MUD ni al GPP.
| Coalición                     | Votos      | %     | Escaños |
| ----------------------------- | ---------- | ----- | ------- |
| Mesa de la Unidad Democrática | 7 728 025  | 56,21 | 109     |
| Gran Polo Patriótico          | 5 625 248  | 40,92 | 55      |
| Representación indígena       | —          | —     | 3       |
| Otros                         | 394 177    | 2,87  | 0       |
| Total de votos válidos        | 13 747 450 | 100   | 167     |

### Diputados electos
| N.º | Diputado             | Entidad Federal                         | Alianza Política |
| --- | -------------------- | --------------------------------------- | ---------------- |
| 1   | Nirma Guarulla       | Amazonas                                | MUD              |
| 2   | Julio Haron Ygarza   | Amazonas                                | MUD              |
| 3   | Luis Carlos Padilla  | Anzoátegui                              | MUD              |
| 4   | Antonio Barreto Sira | Anzoátegui                              | MUD              |
| 5   | José Brito           | Anzoátegui                              | MUD              |
| 6   | Chaim Bucaran        | Anzoátegui                              | MUD              |
| 7   | Carlos Michelangeli  | Anzoátegui                              | MUD              |
| 8   | Richard Arteaga      | Anzoátegui                              | MUD              |
| 9   | Armando Armas        | Anzoátegui                              | MUD              |
| 10  | Luis Lippa           | Apure                                   | MUD              |
| 11  | Dinorah Figuera      | Aragua                                  | MUD              |
| 12  | Ismael García        | Aragua                                  | MUD              |
| 13  | José Trujillo        | Aragua                                  | MUD              |
| 14  | Amelia Belisario     | Aragua                                  | MUD              |
| 15  | Melva Paredes        | Aragua                                  | MUD              |
| 16  | Karin Salanova       | Aragua                                  | MUD              |
| 17  | Simón Calzadilla     | Aragua                                  | MUD              |
| 18  | Mariela Magallanes   | Aragua                                  | MUD              |
| 19  | Julio César Reyes    | Barinas                                 | MUD              |
| 20  | Freddy Superlano     | Barinas                                 | MUD              |
| 21  | Adolfo Superlano     | Barinas                                 | MUD              |
| 22  | Maribel Guédez       | Barinas                                 | MUD              |
| 23  | Andrés Eloy Camejo   | Barinas                                 | MUD              |
| 24  | Ángel Medina         | Bolívar                                 | MUD              |
| 25  | Luis Silva           | Bolívar                                 | MUD              |
| 26  | Olivia Lozano        | Bolívar                                 | MUD              |
| 27  | Francisco Sucre      | Bolívar                                 | MUD              |
| 28  | José Prat            | Bolívar                                 | MUD              |
| 29  | Freddy Valera        | Bolívar                                 | MUD              |
| 30  | Americo de Grazia    | Bolívar                                 | MUD              |
| 31  | Carlos Berrizbeitia  | Carabobo                                | MUD              |
| 32  | Juan Miguel Matheus  | Carabobo                                | MUD              |
| 33  | Ylidio de Abreu      | Carabobo                                | MUD              |
| 34  | Williams Gil         | Carabobo                                | MUD              |
| 35  | Angel Álvarez        | Carabobo                                | MUD              |
| 36  | Marco Bozo           | Carabobo                                | MUD              |
| 37  | Romny Flores         | Carabobo                                | MUD              |
| 38  | Carlos Lozano        | Carabobo                                | MUD              |
| 39  | Dennis Fernández     | Cojedes                                 | MUD              |
| 40  | José Antonio España  | Delta Amacuro                           | MUD              |
| 41  | Gregorio Graterol    | Falcón                                  | MUD              |
| 42  | Luis Stefanelli      | Falcón                                  | MUD              |
| 43  | Eliezer Sirit        | Falcón                                  | MUD              |
| 44  | Juan Manaure         | Falcón                                  | MUD              |
| 45  | Carlos Prosperi      | Guárico                                 | MUD              |
| 46  | Edgar Zambrano       | Lara                                    | MUD              |
| 47  | María Pérez          | Lara                                    | MUD              |
| 48  | Bolivia Suárez       | Lara                                    | MUD              |
| 49  | Luis Florido         | Lara                                    | MUD              |
| 50  | Alfonso Marquina     | Lara                                    | MUD              |
| 51  | Teodoro Campos       | Lara                                    | MUD              |
| 52  | Milagro Valero       | Mérida                                  | MUD              |
| 53  | Alexis Paparoni      | Mérida                                  | MUD              |
| 54  | Addy Valero          | Mérida                                  | MUD              |
| 55  | Williams Dávila      | Mérida                                  | MUD              |
| 56  | Carlos Paparoni      | Mérida                                  | MUD              |
| 57  | Julio Borges         | Miranda                                 | MUD              |
| 58  | Luis Moreno          | Miranda                                 | MUD              |
| 59  | Delsa Solórzano      | Miranda                                 | MUD              |
| 60  | Freddy Guevara       | Miranda                                 | MUD              |
| 61  | Miguel Pizarro       | Miranda                                 | MUD              |
| 62  | Adriana D'Elia       | Miranda                                 | MUD              |
| 63  | Rafael Guzmán        | Miranda                                 | MUD              |
| 64  | José Aparicio        | Monagas                                 | MUD              |
| 65  | Pierre Maroun        | Monagas                                 | MUD              |
| 66  | María Hernández      | Monagas                                 | MUD              |
| 67  | Juan Pablo García    | Monagas                                 | MUD              |
| 68  | Tobias Bolívar       | Nueva Esparta                           | MUD              |
| 69  | Luis Emilio Rondón   | Nueva Esparta                           | MUD              |
| 70  | Orlando Ávila        | Nueva Esparta                           | MUD              |
| 71  | Jony Rahal           | Nueva Esparta                           | MUD              |
| 72  | María Martinez       | Portuguesa                              | MUD              |
| 73  | Robert Alcalá        | Sucre                                   | MUD              |
| 74  | José Noriega         | Sucre                                   | MUD              |
| 75  | Milagros Paz         | Sucre                                   | MUD              |
| 76  | Ezequiel Perez       | Táchira                                 | MUD              |
| 77  | Sonia Medina         | Táchira                                 | MUD              |
| 78  | Laidy Gómez          | Táchira                                 | MUD              |
| 79  | Gaby Arellano        | Táchira                                 | MUD              |
| 80  | Juan Requesens       | Táchira                                 | MUD              |
| 81  | Sergio Vergara       | Táchira                                 | MUD              |
| 82  | Carlos González      | Trujillo                                | MUD              |
| 83  | Conrado Pérez        | Trujillo                                | MUD              |
| 84  | José Olivares        | Vargas                                  | MUD              |
| 85  | Milagros Eulate      | Vargas                                  | MUD              |
| 86  | Juan Guaidó          | Vargas                                  | MUD              |
| 87  | Biagio Pilieri       | Yaracuy                                 | MUD              |
| 88  | Luis Parra           | Yaracuy                                 | MUD              |
| 89  | Enrique Marquez      | Zulia                                   | MUD              |
| 90  | Timoteo Zambrano     | Zulia                                   | MUD              |
| 91  | Omar Barboza         | Zulia                                   | MUD              |
| 92  | Avilio Troconiz      | Zulia                                   | MUD              |
| 93  | Elimar Díaz          | Zulia                                   | MUD              |
| 94  | Nora Bracho          | Zulia                                   | MUD              |
| 95  | Elías Matta          | Zulia                                   | MUD              |
| 96  | Juan Pablo Guanipa   | Zulia                                   | MUD              |
| 97  | William Barrientos   | Zulia                                   | MUD              |
| 98  | José Luis Pirela     | Zulia                                   | MUD              |
| 99  | Hernán Alemán        | Zulia                                   | MUD              |
| 100 | Juan Carlos Velazco  | Zulia                                   | MUD              |
| 101 | Freddy Paz           | Zulia                                   | MUD              |
| 102 | Tomás Guanipa        | Distrito Capital                        | MUD              |
| 103 | Jesús Abreu          | Distrito Capital                        | MUD              |
| 104 | Marialbert Barrios   | Distrito Capital                        | MUD              |
| 105 | Jorge Millan         | Distrito Capital                        | MUD              |
| 106 | Henry Ramos Allup    | Distrito Capital                        | MUD              |
| 107 | José Guerra          | Distrito Capital                        | MUD              |
| 108 | Richard Blanco       | Distrito Capital                        | MUD              |
| 109 | Stalin González      | Distrito Capital                        | MUD              |
| 110 | Virgilio Ferrer      | Representante Indígena Región Occidente | MUD              |
| 111 | Gladys Guaipo        | Representante Indígena Región Oriente   | MUD              |
| 112 | Romel Guzamana       | Representante Indígena Región Sur       | MUD              |
| 1   | Miguel Tadeo         | Amazonas                                | GPPSB            |
| 2   | Earle Herrera        | Anzoátegui                              | GPPSB            |
| 3   | Cristóbal Jiménez    | Apure                                   | GPPSB            |
| 4   | Domingo Santana      | Apure                                   | GPPSB            |
| 5   | Gerson Vizcaíno      | Apure                                   | GPPSB            |
| 6   | Hector Zambrano      | Apure                                   | GPPSB            |
| 7   | Ricardo Molina       | Aragua                                  | GPPSB            |
| 8   | Asdrúbal Chávez      | Barinas                                 | GPPSB            |
| 9   | Hector Rodríguez     | Bolívar                                 | GPPSB            |
| 10  | Saúl Ortega          | Carabobo                                | GPPSB            |
| 11  | Hector Agüero        | Carabobo                                | GPPSB            |
| 12  | Cilia Flores         | Cojedes                                 | GPPSB            |
| 13  | Jorge Pérez          | Cojedes                                 | GPPSB            |
| 14  | Nosliw Rodríguez     | Cojedes                                 | GPPSB            |
| 15  | Pedro Carreño        | Delta Amacuro                           | GPPSB            |
| 16  | Carlos Gómez         | Delta Amacuro                           | GPPSB            |
| 17  | Amado Heredia        | Delta Amacuro                           | GPPSB            |
| 18  | Víctor Clark         | Falcón                                  | GPPSB            |
| 19  | Jesús Montilla       | Falcón                                  | GPPSB            |
| 20  | Óscar Figuera        | Guárico                                 | GPPSB            |
| 21  | Christopher Constant | Guárico                                 | GPPSB            |
| 22  | Eustoquio Contreras  | Guárico                                 | GPPSB            |
| 23  | Juan Marín           | Guárico                                 | GPPSB            |
| 24  | Roger Cordero Lara   | Guárico                                 | GPPSB            |
| 25  | Carmen Meléndez      | Lara                                    | GPPSB            |
| 26  | Julio Chávez         | Lara                                    | GPPSB            |
| 27  | Germán Ferrer        | Lara                                    | GPPSB            |
| 28  | Ramón Lobo           | Mérida                                  | GPPSB            |
| 29  | Haiman El Troudi     | Miranda                                 | GPPSB            |
| 30  | Nora Delgado         | Miranda                                 | GPPSB            |
| 31  | Elías Jaua           | Miranda                                 | GPPSB            |
| 32  | Genkerve Tovar       | Miranda                                 | GPPSB            |
| 33  | Elio Serrano         | Miranda                                 | GPPSB            |
| 34  | Diosdado Cabello     | Monagas                                 | GPPSB            |
| 35  | Hugo Carvajal        | Monagas                                 | GPPSB            |
| 36  | Dinorah Villasmil    | Nueva Esparta                           | GPPSB            |
| 37  | Rafael Calles        | Portuguesa                              | GPPSB            |
| 38  | Mariana Lerin        | Portuguesa                              | GPPSB            |
| 39  | Luis Soteldo         | Portuguesa                              | GPPSB            |
| 40  | Willian Pérez        | Portuguesa                              | GPPSB            |
| 41  | Francisco Torrealba  | Portuguesa                              | GPPSB            |
| 42  | Gilberto Pinto       | Sucre                                   | GPPSB            |
| 43  | Edwin Rojas          | Sucre                                   | GPPSB            |
| 44  | Rafael Rodríguez     | Sucre                                   | GPPSB            |
| 45  | José Sanguino        | Táchira                                 | GPPSB            |
| 46  | Hugbel Roa           | Trujillo                                | GPPSB            |
| 47  | Yolmar Gudiño        | Trujillo                                | GPPSB            |
| 48  | Loengri Matheus      | Trujillo                                | GPPSB            |
| 49  | Darío Vivas          | Vargas                                  | GPPSB            |
| 50  | Yul Jabour           | Yaracuy                                 | GPPSB            |
| 51  | Carlos Gamarra       | Yaracuy                                 | GPPSB            |
| 52  | Haydee Huérfano      | Yaracuy                                 | GPPSB            |
| 53  | Omar Prieto          | Zulia                                   | GPPSB            |
| 54  | Sergio Fuenmayor     | Zulia                                   | GPPSB            |
| 55  | Tania Díaz           | Distrito Capital                        | GPPSB            |

## Instalación de la Asamblea Nacional
La nueva Asamblea Nacional se instaló el 5 de enero de 2016, quedando designado Henry Ramos Allup como presidente de la misma, y Enrique Márquez y Simón Calzadilla como primer y segundo vicepresidente, todos de la MUD.

### Denuncias de fraude e impugnación de resultados

#### Controversia por presuntas irregularidades por votos nulos
A pesar de haber reconocido formalmente los resultados emitidos por el CNE, el presidente Nicolás Maduro denunció, luego de pocos días, un presunto fraude que habría cometido la oposición por medio de una supuesta "compra de votos" por parte de candidatos opositores para garantizar votos a su favor. Aseguró tener pruebas, y encomendó la investigación al alcalde del municipio Libertador de Caracas y jefe del comando de campaña oficialista Jorge Rodríguez. Posteriormente, Rodríguez efectuó una alocución pública donde aseguraba haber reunido testimonios y evidencias de la ocurrencia de irregularidades que viciaban de nulidad los efectos de la elección, específicamente en el estado Amazonas e instó al CNE a investigar tales presuntos sucesos.
Paralelamente, el presidente Maduro denunció públicamente como presunta situación "irregular" la abundancia de votos inválidos registrados en las elecciones, asegurando que la suma de los mismos equivalía a "un millón y medio de votos". Aseguró que tales votos no efectivos, presuntamente resultado de una deliberada mala asesoría de los miembros de mesa a los votantes, había conseguido alterar en circuitos específicos los resultados. Presentó como ejemplo el icónico circuito 3 del estado Aragua, donde la candidata opositora Karin Salanova consiguió su curul con solo 82 votos de diferencia de la candidata oficialista, a lo que volvió a pedir una investigación.
Para expertos en temas electorales, los votos nulos no podían ser argumentados como efectos de nulidad para la elección nacional, en primer lugar, porque el voto nulo no es causal de impugnación, igualmente, la cantidad de votos nulos denunciadas por el presidente estaba sobredimensionada, y de acuerdo a análisis comparativos de la elección de 2015 con otras precedentes, no representaron un aumento significante como para considerarse una irregularidad, y de acuerdo al análisis individual de los circuitos electorales a nivel nacional, los casos en los que un candidato ganara con mayor cantidad de votos nulos que diferencia con el candidato rival fueron mayores a favor del oficialismo que a la oposición. De acuerdo al experto en temas electorales Eugenio Martínez y al activista político Nicmer Evans el crecimiento de los votos nulos puede explicarse como votos de protesta por parte de tradicionales partidarios del oficialismo a la oferta electoral planteada por el GPP, y no a un fraude deliberado.

#### Impugnaciones ante el poder judicial
Semanas después de la realización de las elecciones parlamentarias, representantes de la Mesa de Unidad realizaron una rueda de prensa donde aseguraron haber recibido información por parte de fuentes ligadas al Tribunal Supremo de Justicia (TSJ), según la cual el PSUV había tramitado un recurso contencioso electoral ordinario a la Sala Electoral del TSJ para impugnar el proceso electoral en un número de circunscripciones que afectaban a un total de 22 diputados electos junto a una medida cautelar que pedía impedir la juramentación de tales diputados, programada por la constitución nacional para el 5 de enero de 2016, acción viciada de nulidad de acuerdo a expertos ligados a la MUD. Tal denuncia fue inmediatamente desmentida por autoridades oficiales del TSJ, asegurando nunca haber recibido las denuncias para las impugnaciones, lo que fue interpretado por dirigentes de la MUD como un "retroceso" por parte de los líderes del oficialismo en lo que hasta ese momento habían llamado "golpe judicial".
Sin embargo, apenas una semana después de las declaraciones anteriores, el TSJ difundió oficialmente que había aceptado 7 denuncias de impugnaciones que afectaban a un total de 8 diputados electos para representar a los estados Amazonas, Aragua y Yaracuy,, de las cuales 6 fueron posteriormente declaradas improcedentes y la séptima aceptada como procedente, consecuentemente siendo declarado por el TSJ que se ordenaba la "suspensión" de los actos de totalización de votos y proclamación de resultados de la elección parlamentaria en todos los circuitos del estado Amazonas, afectando a tres diputados electos por la MUD (uno de ellos de la representación indígena por la región sur) y un diputado del PSUV elegido por votación lista.
La impugnación fue rechazada de manera instantánea por voceros de la Mesa de la Unidad, quienes reiteraron la denuncia de la maniobra como un "golpe judicial" para reducir la mayoría calificada alcanzada por la agrupación política, denuncia que fue llevada por los mismos a instancias internacionales tales como la ONU y la OEA. y anunciaron que a pesar de la sentencia judicial acudirán el 5 de enero a juramentar a los 112 diputados electos por la coalición para conformar la sesión ordinaria de la Asamblea Nacional.
Según "expertos electorales", la sentencia del TSJ carece de efectividad y resulta "inconstitucional e inejecutable", entre otras razones porque ordenaba la "suspensión" de un evento jurídico (la proclamación de los candidatos vencedores de la contienda electoral) que ya había tenido lugar y que por tanto ya no podrá suspenderse, lo que además es opuesto a lo estipulado en el artículo 200 de la constitución, que reconoce la inmunidad jurídica de los diputados nacionales al momento de su proclamación como tales, haciendo inefectiva una sentencia judicial que no viniese acompañada de la anulación de la inmunidad parlamentaria de dicho diputado por parte de la directiva de la Asamblea Nacional Aun así la impugnación recibió el respaldo explícito de dirigentes del partido de gobierno para quienes la impugnación respondía a las presuntas irregularidades electorales denunciadas por el alcalde Jorge Rodríguez.